# DARAKENA
「DARAKENA」（だらけな）は、野水いおりの楽曲。岩里祐穂が作詞、manzoが作曲を手掛けた。野水の5枚目のシングルとして2014年4月23日にFlyingDogから発売された。

## 背景
本曲は、テレビアニメ『棺姫のチャイカ』のオープニングテーマに起用された。2014年2月9日に赤坂BLITZで行われた2ndワンマンライブ「Hat Trick」で初披露された。
レコーディングではメロディに疾走感があることに加え、フレーズも非常に多かったため、野水自身は最後まで歌いきれず悩んだという。また、「力を歌で表現する」ことを目標に掲げていたという。

## 音楽性
エッジのきいた幻想的で尖った曲。歌詞には『棺姫のチャイカ』の世界観を反映するため「行き止まり」的なフレーズを盛り込んだり、Aメロに同じ言葉を繰り返す趣向を凝らしたという。
ミュージック・ビデオは、「身動き」できないことを表現するため野水の周囲に血管がまとわりつく内容になっている。なお最後では蝶が登場するが、野水が1回で成功させたためスタッフから喝采を浴びたという。ちなみに当初ジャケットに使う予定で没になった心臓のような野菜も登場している。
ギターにはMI TOKYO講師の藤岡幹大と大村孝佳がレコーディングに参加し、ギターソロは二人による師弟共演とも言えるギターバトルが繰り広げられている。作曲者のMANZO氏より、すごく賢い感じのソロと、理論的ではないバカみたいな感じのソロが欲しいとオーダーされ大村孝佳がバカみたいなソロ、藤岡幹大が理論的なソロを担当した。

## シングルリリース
2014年4月23日にFlyingDogから発売された。野水のシングルとしては前作「SAVE THE WORLD」から約1年ぶりのリリースとなる。
販売形態はDVD付限定盤（VTZL-80）と通常盤（VTCL-35180）の2種リリースで、限定盤には本曲のPVを収録したDVDが同梱されている。
ジャケットの撮影は、『棺姫のチャイカ』の世界観を反映した洋館風の建物にある棺を思わせる部屋で行われた。
2曲目「カンパネッラ」は、近未来を意識したポジティブな曲。歌詞は「DARAKENA」とリンクしており、サビではしりとり的なフレーズが盛り込まれている。ちなみに「カンパネッラ」とはイタリア語で鐘を意味している。

## シングル収録内容
| #         | タイトル                         | 作詞       | 作曲      | 編曲      | 時間  |
| --------- | -------------------------------- | ---------- | --------- | --------- | ----- |
| 1.        | 「DARAKENA」                     | 岩里祐穂   | manzo     | manzo     | 4:46  |
| 2.        | 「カンパネッラ」                 | 野水いおり | 高阪昌至  | R・O・N   | 4:23  |
| 3.        | 「DARAKENA（without Iori）」     |            |           |           | 4:45  |
| 4.        | 「カンパネッラ（without Iori）」 |            |           |           | 4:20  |
| 合計時間: | 合計時間:                        | 合計時間:  | 合計時間: | 合計時間: | 18:15 |

| #  | タイトル                  | 作詞 | 作曲・編曲 | 時間 |
| -- | ------------------------- | ---- | ---------- | ---- |
| 1. | 「DARAKENA」(MUSIC VIDEO) |      |            | 4:59 |

## チャート
| チャート（2014年）                | 最高位 |
| --------------------------------- | ------ |
| オリコン                          | 38     |
| Billboard JAPAN Hot 100           | 71     |
| Billboard JAPAN Hot Singles Sales | 42     |